# 인간 불신 모험가들이 세계를 구하는 듯합니다
《인간 불신 모험가들이 세계를 구하는 듯합니다》(人間不信の冒険者たちが世界を救うようです)는 후지 신타 원작의 일본의 라이트 노벨 소설 작품이다. 2019년 1월 13일부터 「소설가가 되자」에서 투고되어 2019년 9월 25일부터 MF북스(KADOKAWA)가 서적화하였다. 일러스트는 쿠로이 스스무가 담당하고 있다. 이것은 5권의 단행본으로 수집되었다. 2022년 사쿠라콘에서 옌 프레스는 라이트 노벨 시리즈의 영어 출판 라이선스를 발표했다. 만화판은 가와카미 마사키가 작화를 맡았으며 2019년 10월 25일 가도카와 쇼텐의 코믹워커 웹사이트를 통해 연재가 시작되었다. TV 애니메이션판은 2021년 8월 15일 제8회 MF 북스 실시간 방송 행사에서 발표되었고, 2023년 1월부터 방영 중이다.

## 줄거리
어느 날 닉은 역전의 모험자 파티에 소속되어 있었지만 아버지처럼 사모하는 리더로부터 추방을 선고받았다. 동료들이 제대로 하지 않아 이들을 돈 계정이나 지식면 등으로 떠받쳤지만 횡령 누명을 쓰고 만다. 게다가 연인에게서도 차이고 영락한 닉은 우연히 술집에서 합석한 전직 귀족 아가씨, 파문신관, 여룡전사와 의기투합하게 된다. 세 사람도 누군가에게 배신자가 돼 사람을 신뢰할 수 없게 된 모험자들이었다. 이들끼리이자 함께 해나가자고 생각한 닉 등은 살아남기 위해 모험자 파티 「서바이버즈」들을 결성하게 됐다. 인간 불신 모험가들의 최강 파티 모험 스토리가 시작되려 한다.

## 등장인물
닉(ニック)
성우 : 코바야시 유스케
티아나(ティアーナ)
성우 : 와타베 사유미
카란(カラン)
성우 : 키쿠치 사야카
젬(ゼム)
성우 : 토키 슌이치
키즈나(キズナ)
성우: 코마츠 미카코
아가토(アゲート)
성우 : 이시하라 카오리